# Chico Saratt
Francisco Carlos Trindade Saratt (conhecido como Chico Saratt, nascido em São Borja, 17 de dezembro de 1965) é um cantor, compositor.

## Carreira
Chico Saratt começou na música com nove anos de idade, quando sua avó lhe deu o primeiro violão. Aos quatorze anos, apresentou-se pela primeira em público, na sede do grupo amador de arte "Os Angueras", onde conheceu o poeta e escritor Aparício Silva Rillo, o cantor José Lewis Bicca, o "Zé Bicca", e também o cantor e compositor Mario Barbará.
Em 1984, muda para Porto Alegre e toma contato definitivo com o movimento nativista. Seu primeiro parceiro na capital foi o escritor e compositor Mauro Moraes, com quem fez A Dança das Mãos, Lira Nativa (apresentada no festival Tafona, em Osório), e "Desabrigo" (levada ao palco do 3º Serra Campo e Cantiga, de Veranópolis). Em 1988, grava seu primeiro LP, chamado apenas Chico Saratt.
Após trabalhar na Europa entre 1989 e 1992, retornou ao Brasil e começa uma parceria com o poeta Rodrigo Bauer, que viria a resultar no CD A Música dos Festivais, com fonogramas das gravações legitimas dos festivais. Em 1997, retorna à Europa onde conclui a gravação do CD Do Sul do Brasil, com clássicos da música nativista: Vítor Ramil, Raul Elwanger, Nelson Coelho de Castro, Mario Barbará, Aparício Silva Rillo e do acordeonista argentino Raulito Barboza.

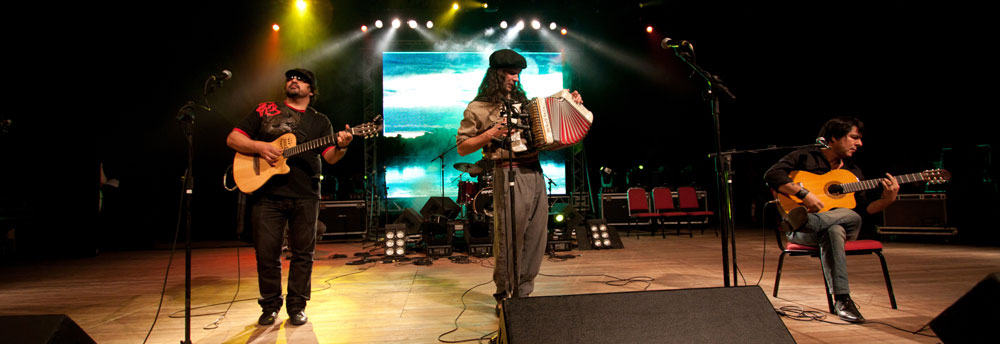
Chico Saratt e Renato Borghetti, Show Festival da Barranca no Teatro da Reitoria da UFRGS.

Torna-se então produtor cultural e, em 2002, assumindo diversas funções e cargos no governo estadual. Em 2008, excursionou pelo Rio Grande do Sul na turnê do grupo os Angueras, ao lado do instrumentista violonista Yamandú Costa e também Renato Borghetti.
Foi condecorado, em 2006, com Prêmio Lupicínio Rodrigues pela Câmara Municipal de Porto Alegre. Foi diretor do Estúdio do Instituto Gaúcho de Tradições e Folclore (IGTF) e o Auditório Araújo Viana.

## Discografia
- 1985 - LP Chico Saratt – CBS/Discotteca
- 1991 - CD Chico Saratt - Discotteca
- 1998 - A Música dos festivais – Chico Saratt/Rodrigo Bauer
- 1999 - Do sul do Brasil – Movieplay do Brasil
- 2013 - CAPITAL - usa discos

## Prêmios e indicações

### Prêmio Açorianos
| Ano  | Categoria                     | Indicação    | Resultado |
| ---- | ----------------------------- | ------------ | --------- |
| 2012 | Intérprete de MPB             | Chico Saratt | Indicado  |
| 2017 | Intérprete de Música Regional | Chico Saratt | Indicado  |

### Califórnia da Canção Nativa
| Ano  | Categoria         | Indicação                                       | Resultado |
| ---- | ----------------- | ----------------------------------------------- | --------- |
| 1998 | Calhandra de Ouro | O Nada (composta em parceria com Rodrigo Bauer) | Venceu    |